# Mischocyttarus curitybanus
Mischocyttarus curitybanus är en getingart som beskrevs av Zikan 1949. Mischocyttarus curitybanus ingår i släktet Mischocyttarus och familjen getingar. Inga underarter finns listade i Catalogue of Life.